# Klamath (California)
Klamath es un lugar designado por el censo ubicado en el condado de Del Norte en el estado estadounidense de California. En el año 2000 tenía una población de 591 habitantes y una densidad poblacional de 18 personas por km². Se encuentra al noroeste del estado, en la costa del océano Pacífico, y a poca distancia al sur de Oregón.

## Geografía
Klamath se encuentra ubicado en las coordenadas 41°31′N 124°2′O / 41.517, -124.033. Según la Oficina del Censo, la ciudad tiene un área total de 32 km² (12,4 mi²), de la cual 32 km² (12,4 mi²) es tierra y 0 km² (0 mi²) (0%) es agua.

## Demografía
Según la Oficina del Censo en 2000 los ingresos medios por hogar en la localidad eran de $29,231, y los ingresos medios por familia eran $29,417. Los hombres tenían unos ingresos medios de $24,750 frente a los $22,500 para las mujeres. La renta per cápita para la localidad era de $13,660. Alrededor del 15.2% de la población estaban por debajo del umbral de pobreza.